# Hernádcéce
Hernádcéce község Borsod-Abaúj-Zemplén vármegye Gönci járásában.

## Fekvése
A megyeszékhely Miskolctól 60 kilométerre, Encstől 15 kilométerre északkeletre helyezkedik el, a Hernád partján. A környező települések közül Vizsoly 4, Boldogkőváralja és Korlát 5-5 kilométerre fekszik; a két legközelebbi város a bő 11 kilométerre fekvő Abaújszántó és a 15 kilométerre lévő Encs.
A közvetlen szomszédos települések: észak felől Vizsoly, kelet felől Arka, délkelet felől Boldogkőváralja, dél felől Abaújkér, nyugat felől pedig Méra.
Két különálló településrésze Alsó- és Felsőcéce, melyek mintegy egy kilométerre helyezkednek el egymástól, közülük utóbbi fekszik északabbra, és egyben ez fekszik közelebb a térséget észak-déli irányban átszelő út- és vasútvonalhoz.

### Megközelítése
Zsáktelepülés, közúton csak Abaújkér, Boldogkőváralja vagy Vizsoly érintésével érhető el, a 3713-as útból nyugat felé kiágazó 37 111-es számú mellékúton. Határszélét északkeleten érinti még a 3715-ös út.
Vasútvonal nem érinti, de keleti határszéléhez egészen közel halad el a Szerencs–Hidasnémeti-vasútvonal nyomvonala, melynek Korlát-Vizsoly megállóhelye és Boldogkőváralja megállóhely is nagyjából 3-3 kilométeres távolságra van a falutól.

## Története
Hernádcéce (Alsó-, Felsőcéce) és környéke már a kőkorban lakott volt.
Cécét és 9 másik falut 1219-ben alapították német telepesek.
1220-ban nevét Cece néven írták. Ekkor a vizsolyi ispánság része volt.
A 16. században közel állt a kipusztuláshoz.
Az 1910-es népszámláláskor 279 magyar lakosa volt, ebből 133 római katolikus, 41 görögkatolikus, 95 református volt.
A 20. század elején Abaúj-Torna vármegye gönczi járásához tartozott.

## Közélete

### Polgármesterei
- 1990–1994: Rozgonyi Béla (független)[3]
- 1994–1998: Nagy József (független)[4]
- 1998–2002: Nagy József (független)[5]
- 2002–2006: Dévay László (független)[6]
- 2006–2007: Polyefkó István (Fidesz)[7]
- 2008–2010: Bodnárné Kucsma Erzsébet (független)[8]
- 2010–2014: Csató István (független)[9]
- 2014–2019: Csató István (független)[10]
- 2019–2024: Csató István (független)[11]
- 2024– : Csató István (független)[1]

A településen 2008. március 30-án időközi polgármester-választást tartottak, az előző polgármester lemondása miatt.

## Népesség
A település népességének változása:
| Lakosok száma | 207  | 214  | 212  | 205  | 242  | 235  | 245  |
|               | 2013 | 2014 | 2015 | 2021 | 2022 | 2023 | 2024 |

2001-ben a település lakosságának 96%-a magyar, 4%-a cigány nemzetiségűnek vallotta magát.
A 2011-es népszámlálás során a lakosok 99,5%-a magyarnak, 39,7% cigánynak, 0,5% németnek, 0,5% ruszinnak mondta magát (0,5% nem válaszolt; a kettős identitások miatt a végösszeg nagyobb lehet 100%-nál). A vallási megoszlás a következő volt: római katolikus 49,8%, református 31,6%, görögkatolikus 6,7%, evangélikus 1,4%, felekezeten kívüli 7,2% (3,3% nem válaszolt).
2022-ben a lakosság 90,5%-a vallotta magát magyarnak, 40,5% cigánynak, 0,8% szlováknak, 0,4% bolgárnak, 0,4% németnek, 0,8% egyéb, nem hazai nemzetiségűnek (8,7% nem nyilatkozott; a kettős identitások miatt a végösszeg nagyobb lehet 100%-nál). Vallásuk szerint 38% volt római katolikus, 31,4% református, 12,8% görög katolikus, 3,3% felekezeten kívüli (13,6% nem válaszolt).

## Látnivalók
- Gótikus református templom (14. századi)
- Pincesor
- Cecedi kúria
- Természetvédelmi terület